# Бальдеро, Луиджи Джорджо
Луиджи Джорджо Бальдеро (итал. Luigi Giorgio Baldero) — итальянский художник, активный во второй половине XIX века в Италии, Франции и Испании, пытавшийся своими работами возродить в XIX веке жанр бамбоччата.

## Биография

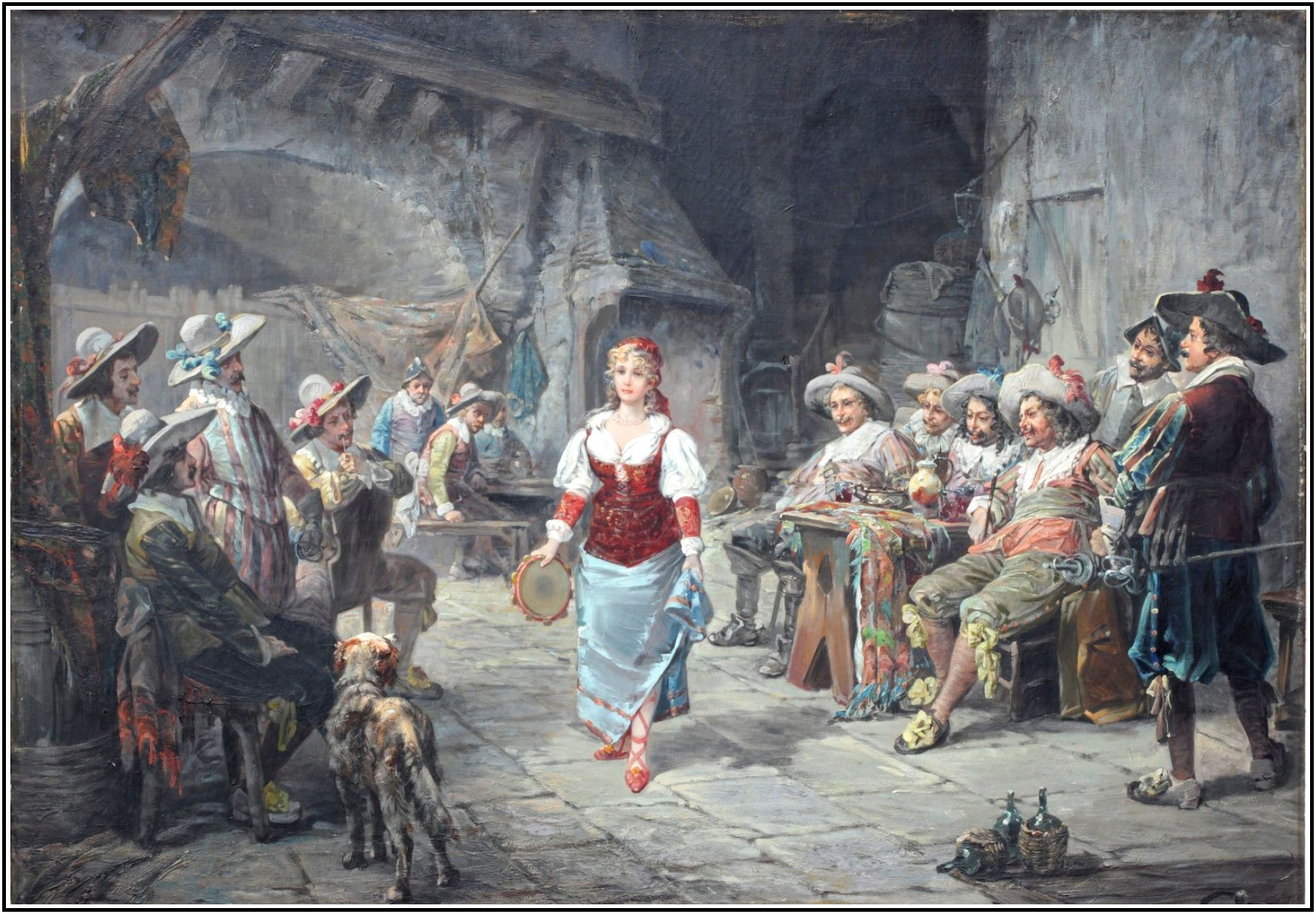
Луиджи Джорджо Бальдеро. «Сцена в таверне», 1880

Несмотря на популярность работ Бальдеро, о его биографии сохранились скудные сведения.
Луиджи Джорджо родился в Италии, в середине XIX века. С детства, проявляя способности к живописи, решил получить художественное образования, и в 1860-х годах поступил в Римскую Академию Художеств. По окончании академии создаёт жанровые работы, изображая романтические городские виды родной Италии с влюблёнными парами, а также ряд работ на историческую тематику.

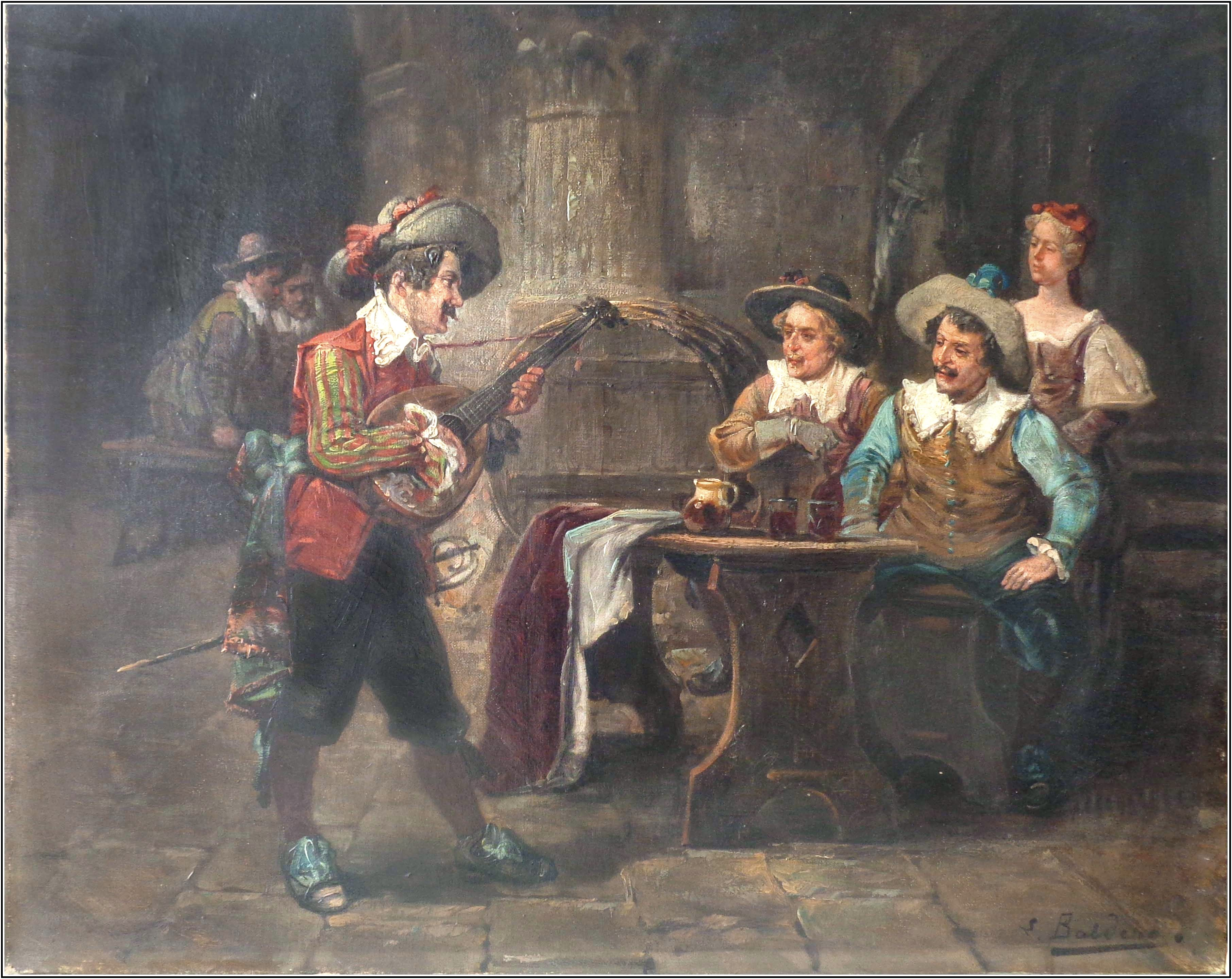
Луиджи Джорджо Бальдеро. «Мушкетеры и музыкант в таверне», 1880

В 1870-х годах Бальдеро решил продолжить свое художественное образование и переехал во Францию, где поступил в Парижскую Академию Художеств. По окончании академии он предпринял попытку возродить своими живописными работами забытые жанры бамбоччаты и бодегона. Он постоянно выставлял свои работы в Парижских салонах, однако они не производили впечатления на искушённых французских любителей искусства. Необходимость выживания в суровых парижских условиях вынудила художника создавать коммерческие работы, пользовавшиеся популярностью как у простых парижан, так и у гостей французской столицы. Для Бальдеро такими работами, обеспечивавшими ему безбедное существование, стали живописные картины, выполненные в жанре бамбоччата. В поисках работы он совершил поездку в Испанию, но не найдя достойных предложений для своего творчества, вернулся во Францию. Луиджи Джорджо Бальдеро умер в начале XX века.

## Творчество
Практически все работы Бальдеро, за исключением самых ранних, выполнены в жанре реалистической бамбоччаты с элементами бодегона, популярном в его родной Италии в XVII веке. В конце XIX века этот жанр живописи считался низким, «народным». Работая в этом жанре, трудно было получить признание художественной общественности и найти богатых покровителей и покупателей. Для многих работ художника характерен тенебризм — игра со светотенью, позаимствованная из работ Караваджо. За свою творческую жизнь Луиджи Джорджо Бальдеро создал несколько сотен работ в этом стиле, которые пользуются популярностью и в наше время.
Наибольшей известностью пользуются его жанровые работы с изображением мушкетёров в таверне за игрой в карты или в шахматы, слушающих музыкантов или наблюдающих за прислугой. Публике запомнились его мастерски исполненные жанровые сцены, окрашенные лёгким юмором с элементами театральности, выполненные быстрыми мазками.
Большинство работ Бальдеро находятся в частных коллекциях, в том числе в России и Украине. Картины художника продаются на известных мировых аукционах Christie’s , Drouot и др. Изображения работ Бальдеро можно найти и на российских открытках. Его имя и краткая биография занесены в словарь наиболее значимых художников и скульпторов Эмануэля Бенезита (Benezit Dictionnaire des Peintres, Sculpteurs).

Галерея работ Бальдеро
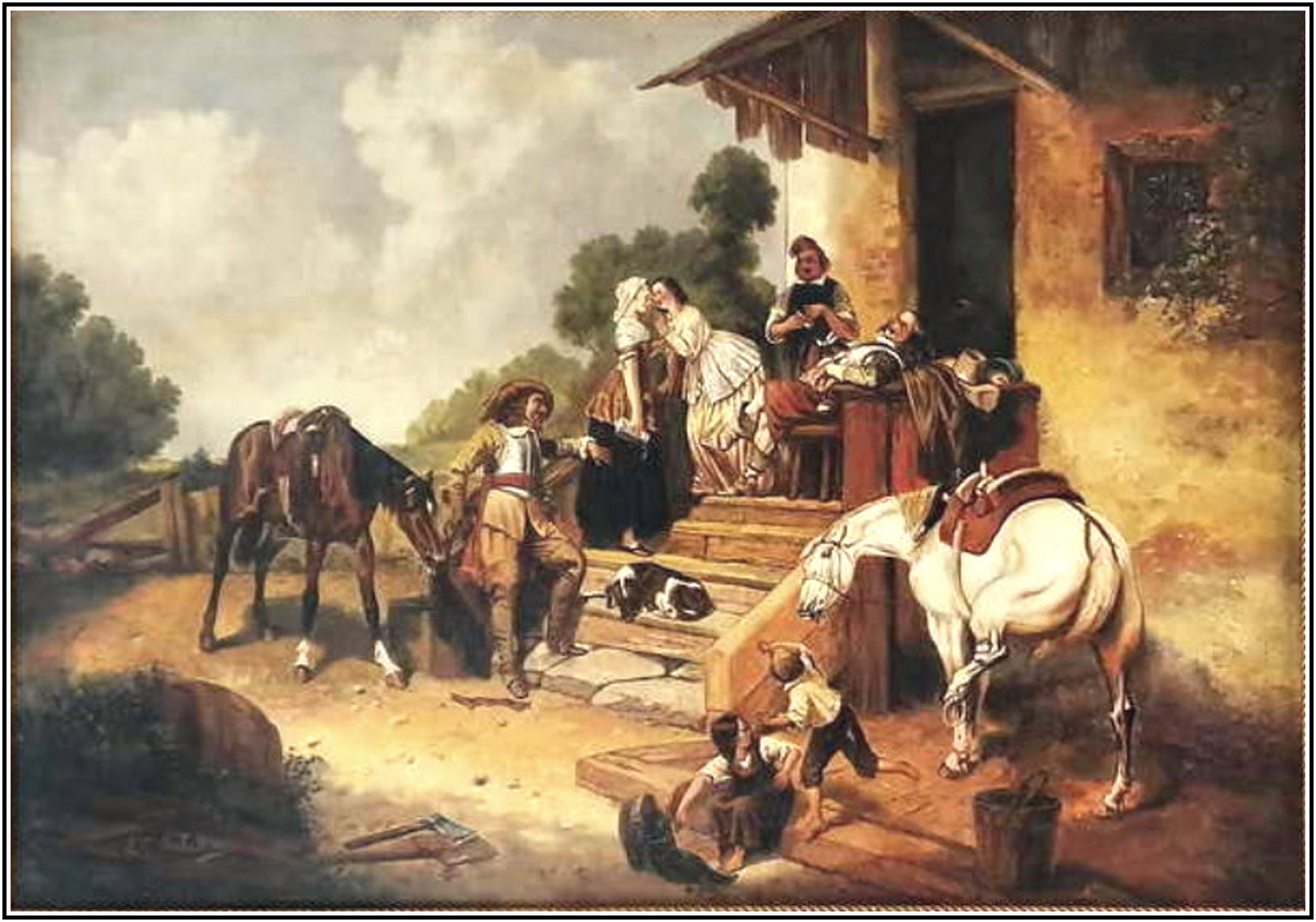
«Мушкетеры и девушки», конец XIX в.
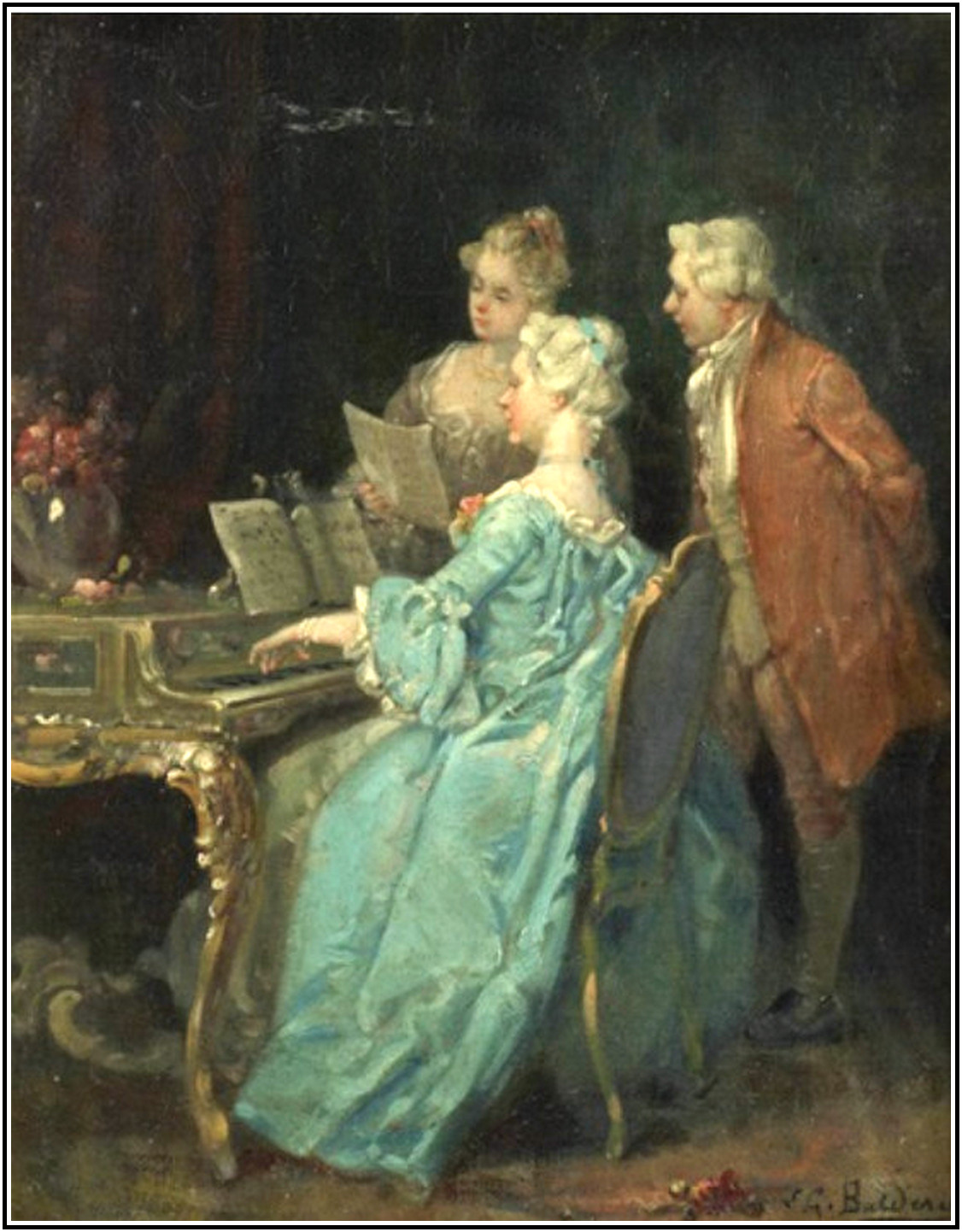
«За клавесином», ок. 1880.
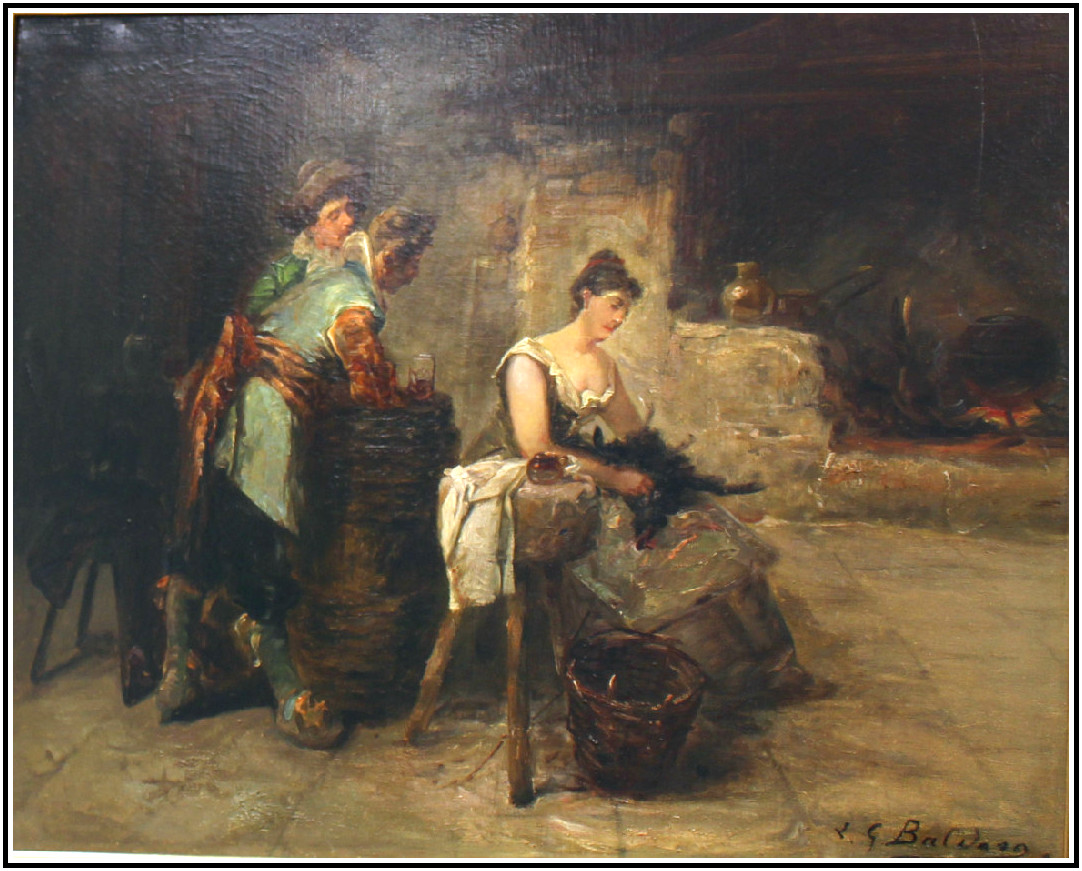
«В таверне», ок. 1890.
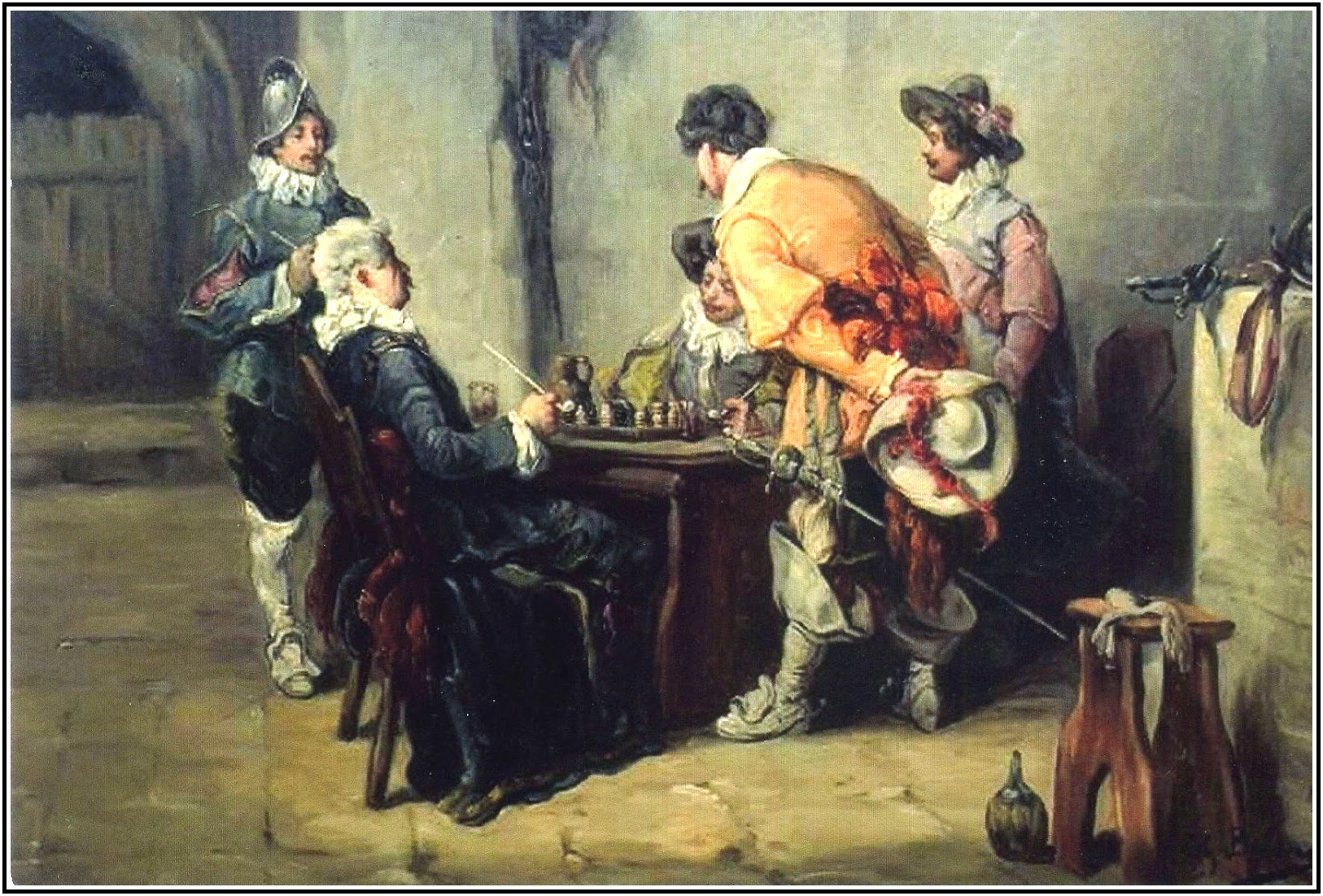
«Шахматная партия» в таверне. конец XIX в.
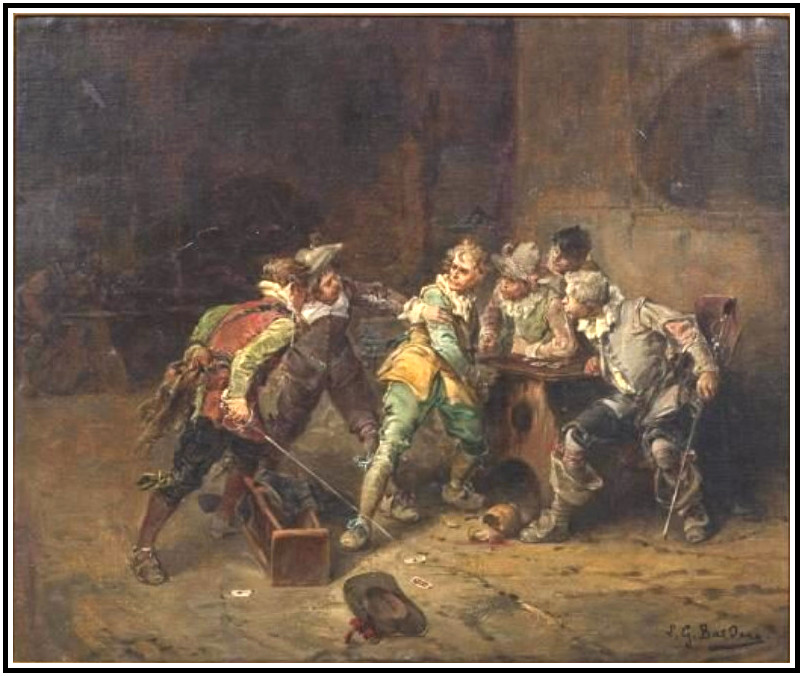
«Схватка в таверне». 1890.
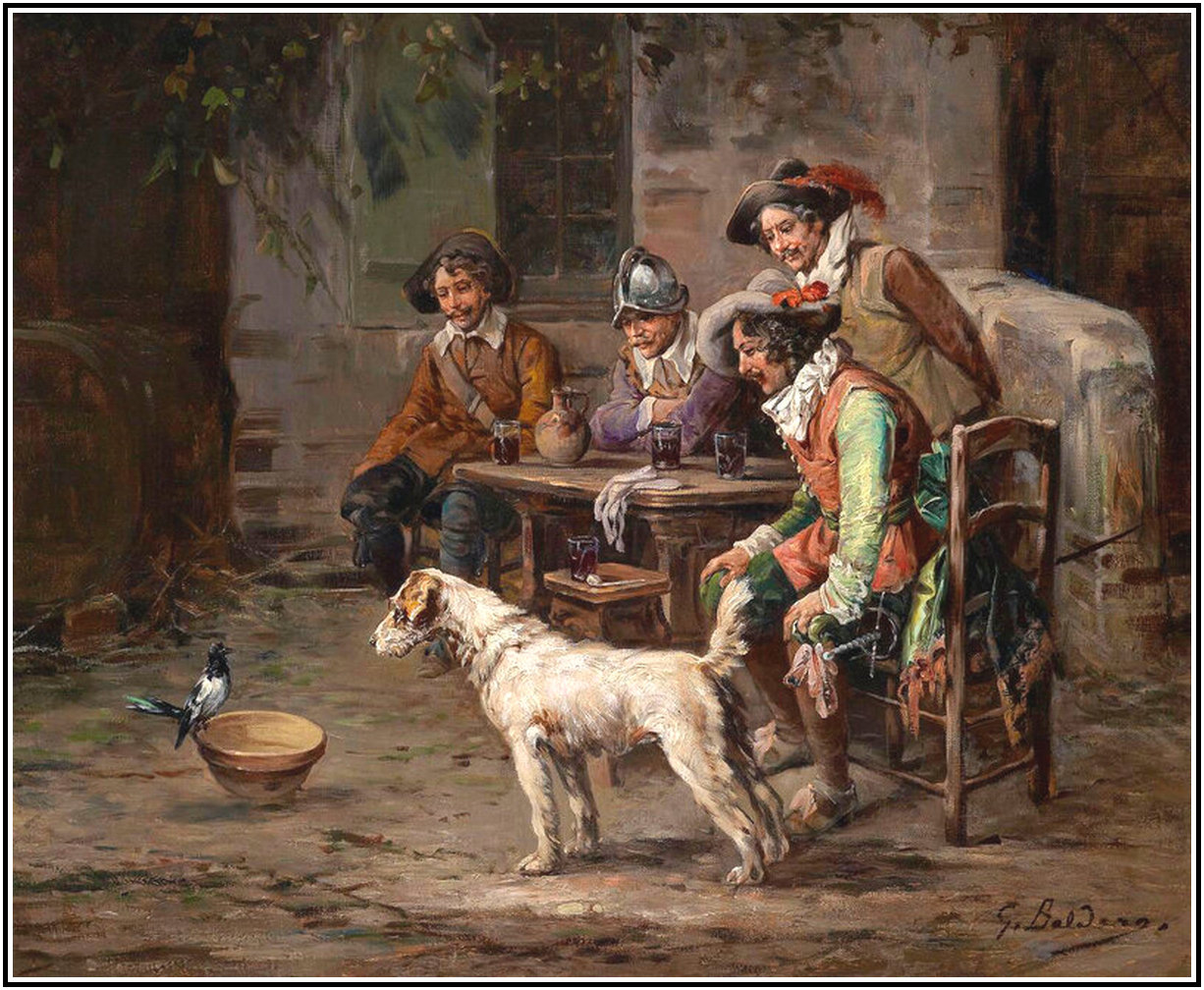
«Домашние питомцы», 1890.